# Apeadeiro de Simões
O Apeadeiro de Simões é uma gare da Linha do Norte, que serve a localidade de Simões, no Município de Soure, em Portugal.

## Caracterização
Esta gare tem acesso pela Rua da Capela, na localidade de Simões.

## História
Este apeadeiro faz parte do lanço entre Entroncamento e Soure da Linha do Norte, que foi aberto à exploração em 22 de Maio de 1864, pela Companhia Real dos Caminhos de Ferro Portugueses. No entanto, não fazia parte originalmente deste troço, tendo sido inaugurado em 26 de Novembro de 1953; o primeiro comboio que parou neste apeadeiro foi um correio, passando também a ser servido diariamente pelos comboios de passageiros n.os 221, 222 e 224.